# Ogcocephalus vespertilio
Ogcocephalus vespertilio är en fiskart som först beskrevs av Carl von Linné 1758.  Ogcocephalus vespertilio ingår i släktet Ogcocephalus och familjen Ogcocephalidae. Inga underarter finns listade i Catalogue of Life.